# Dmítrievka (Lípetsk)
|  | Per a altres significats, vegeu «Dmítrievka». |

Dmítrievka (en rus: Дмитриевка) és un poble de l'óblast de Lípetsk, a Rússia, que el 2011 tenia 279 habitants. Pertany al districte rural d'Úsman.